# Николай Никитин
Николай Василиевич Никитин (роден на 15 декември 1907 г. в Тоболск; † 3 март 1973 г. в Москва) е руски строителен инженер и архитект. Той играе ключова роля в проектирането на редица добре известни сгради от съветската епоха и е удостоен с няколко държавни награди за това.

## Живот
Никитин е роден в Тоболск, Сибир, през 1907 г. и израства в лоши условия, тъй като баща му е загубил работата си поради участието си във въстанието от 1905 г. След Октомврийската революция семейството се премества в Новосибирск (тогава наречен Новониколаевск), където Никитин живее дълго време с родителите си в бедняшки квартал. Когато е на 17 години, го ухапва змия, докато събира горски плодове в тайгата, което причинява трайно увреждане на крака му. Той остава куц до края на живота си и през 1966 г., поради влошаващата се травма, част от крака му трябва да бъде ампутирана. Въпреки всичко Никитин завършва училище с отличие и започва да учи инженерство в Томския технически университет (днес: Томски политехнически университет). Той е смятан за много талантлив студент и вече е участвал в структурните проекти на различни сгради по време на обучението си, което също завършва с отличие през 1930 г.
След като завършва обучението си, Никитин се завръща в Новосибирск, където му е възложено да проектира редица обществени сгради през следващите години. Приемната сграда на централната гара Новосибирск от 1932 г. също е проектирана от Никитин. През същата година Никитин пътува до Москва и участва в конкурса за идеи, организиран от съветското министерство на енергетиката за изграждане на вятърна електроцентрала на полуостров Крим. Неговият проект печели конкурса. Въпреки че по-късно строителният проект е отхвърлен, Никитин прилага идеите и техническите средства, съдържащи се в него, на практика в по-късните си проекти, особено при изграждането на високи сгради и по-късно на московската телевизионна кула.
През 1935 г. Никитин се премества в Москва и работи там до смъртта си. Една от първите му задачи в съветската столица е да проектира основата за планирания Дворец на Съветите. В крайна сметка основата е построена на мястото на взривената катедрала „Христос Спасител“, но строителството на сградата в крайна сметка е отхвърлено по различни причини. Никитин не остава бездействащ и по време на Втората световна война, тъй като по това време и в следвоенните години той се занимава предимно с възстановяването на промишлени съоръжения, които са били разрушени или преместени във вътрешността на страната.
Най-известните сгради с участието на Никитин, който е повишен в главен дизайнер на Московското строително управление през 1957 г., датират от строителния бум в Съветския съюз през 50-те и 60-те години на XX век. Те включват, наред с други, главната сграда на Московския университет „Ломоносов“, построена в стила на социалистическия класицизъм, и други московски високи сгради от тази епоха, както и мемориала „Родината-майка зове“ на Мамаевия хълм във Волгоград. Най-известната му сграда обаче е високата 540 метра московска телевизионна кула „Останкино“ от 1967 г. Никитин получава наградата „Ленин“ през 1970 г. за дизайна на тази уникална за времето си конструкция.
Никитин умира през 1973 г. и е погребан на Новодевическото гробище в Москва.

## Награди и отличия
- Сталинска награда, 3-ти клас (1951) – за разработване на дългопролетно покритие на навес и метод за отстраняването му;
- Полски орден на Сребърния кръст (1955) – за работа по дизайна на Двореца на културата и науката във Варшава;[4]
- Почетен строител на РСФСР (1970);
- Ленинска награда (1970) – за проекта на телевизионната кула Останкино;[3]
- Орден на знака на честта;
- Орден на Червеното знаме на труда.